# Еленово (Брестская область)
Еленово (бел. Елянова) — деревня в Берёзовском районе Брестской области Белоруссии. Входит в состав Междулесского сельсовета.

## География
Деревня находится в центральной части Брестской области, к западу от реки Ясельды, при автодороге Н-92, на расстоянии приблизительно 11 километров (по прямой) к юго-востоку от города Берёза, административного центра района. Абсолютная высота — 145 метров над уровнем моря. Площадь населённого пункта — 0,5086 км².

## История
По состоянию на 1905 год, в Елинове проживало 376 человек. В административном отношении деревня входила в состав Черняковской волости Пружанского уезда Гродненской губернии.
Согласно Рижскому мирному договору (1921), деревня вошла в состав межвоенной Польши. Входила в состав гмины Матиевичи Пружанского повета Полесского воеводства Польши. В 1921 году числилось 310 жителей, проживавших в 58 домах. В этническом составе населения того периода белорусы составляли 100 %. В конфессиональном составе населения преобладали православные христиане (100 %).
С 1939 года в БССР, с 1940 года деревня в составе Мошковичского сельсовета.

## Население
По данным переписи 2019 года, в деревне проживало 9 человек.
| Год  | Население, человек |
| ---- | ------------------ |
| 1905 | 376                |
| 1921 | ↘ 310              |
| 2009 | ↘ 33               |
| 2019 | ↘ 9                |